# Максим Реалити
Максим Реалити (англ. Maxim Reality, настоящее имя — Кит Палмер (англ. Keith Palmer), род. 21 марта 1967, Питерборо, Англия) — британский музыкант, участник группы The Prodigy.

## Краткая информация
Максим Реалити — голос группы The Prodigy, бессменный ведущий всех живых выступлений. Музыкой стал увлекаться практически с детства, с упоением наблюдал за выступлениями своего старшего брата MC Starkey. Именно брат дал Максиму первые несколько уроков обращения с микрофоном. С тех пор стал развивать свой стиль выступления на сцене. Некоторое время он занимался диджеингом. Обладает жёстким, местами агрессивным вокалом. Максим с детства писал музыку. Он проявил себя не только как талантливый музыкант, но и как автор качественной содержательной социальной лирики, изобилующей на альбомах. Несмотря на свою активную карьеру в The Prodigy, Максим продолжает заниматься сольным творчеством. У него дома находится своя звукозаписывающая студия. 

## Сольная дискография
(Альбомы с группой The Prodigy: см. Дискография The Prodigy)

### Альбомы
- 2000 Hell’s Kitchen (релиз: 2 октября)
- 2005 Fallen Angel (релиз: 28 марта)
- 2019 Love More (релиз: 16 декабря)

### Синглы и EP
- 1994 Grim Reaper EP (выпущено только около 500 экземпляров, т. н. white label)
- 1999 My Web (релиз: 9 августа)
- 2000 Carmen Queasy (релиз: 29 мая)
- 2000 Scheming (релиз: 11 сентября)
- 2004 Survivor (Ограниченное издание, 500 копий)
- 2005 I Don’t Care